# Spatz (Zelte)

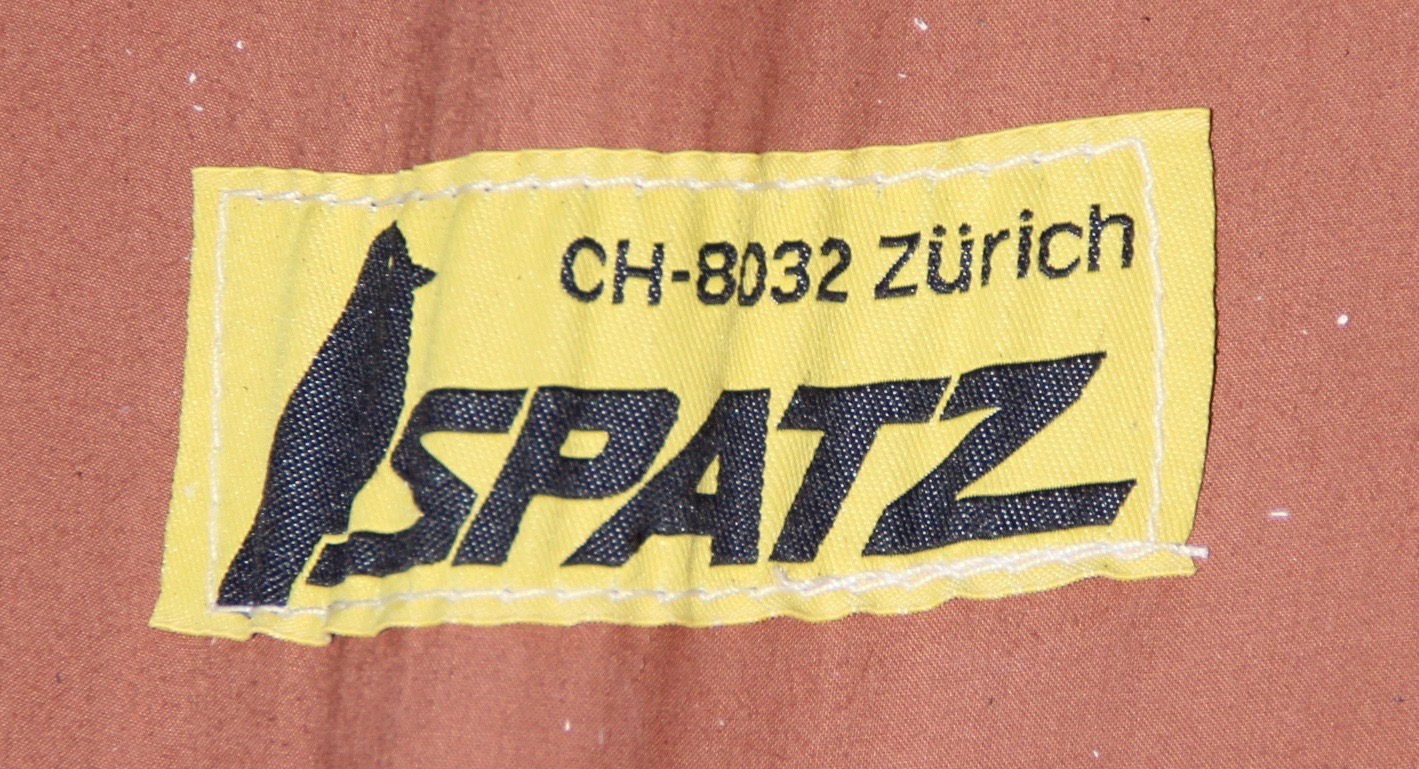
Logo an einem Zelt

Spatz ist eine Schweizer Zeltmarke.  Bis 2016 gehörte sie der Spatz Camping & Outdoor AG, dann der Spatz Zelte & Reparaturen AG und später weiteren Unternehmen. Spatz-Gruppenzelte aus Baumwolle werden vor allem von Jugendorganisationen wie Pfadfindern eingesetzt.

## Geschichte

### Spatz Camping & Outdoor

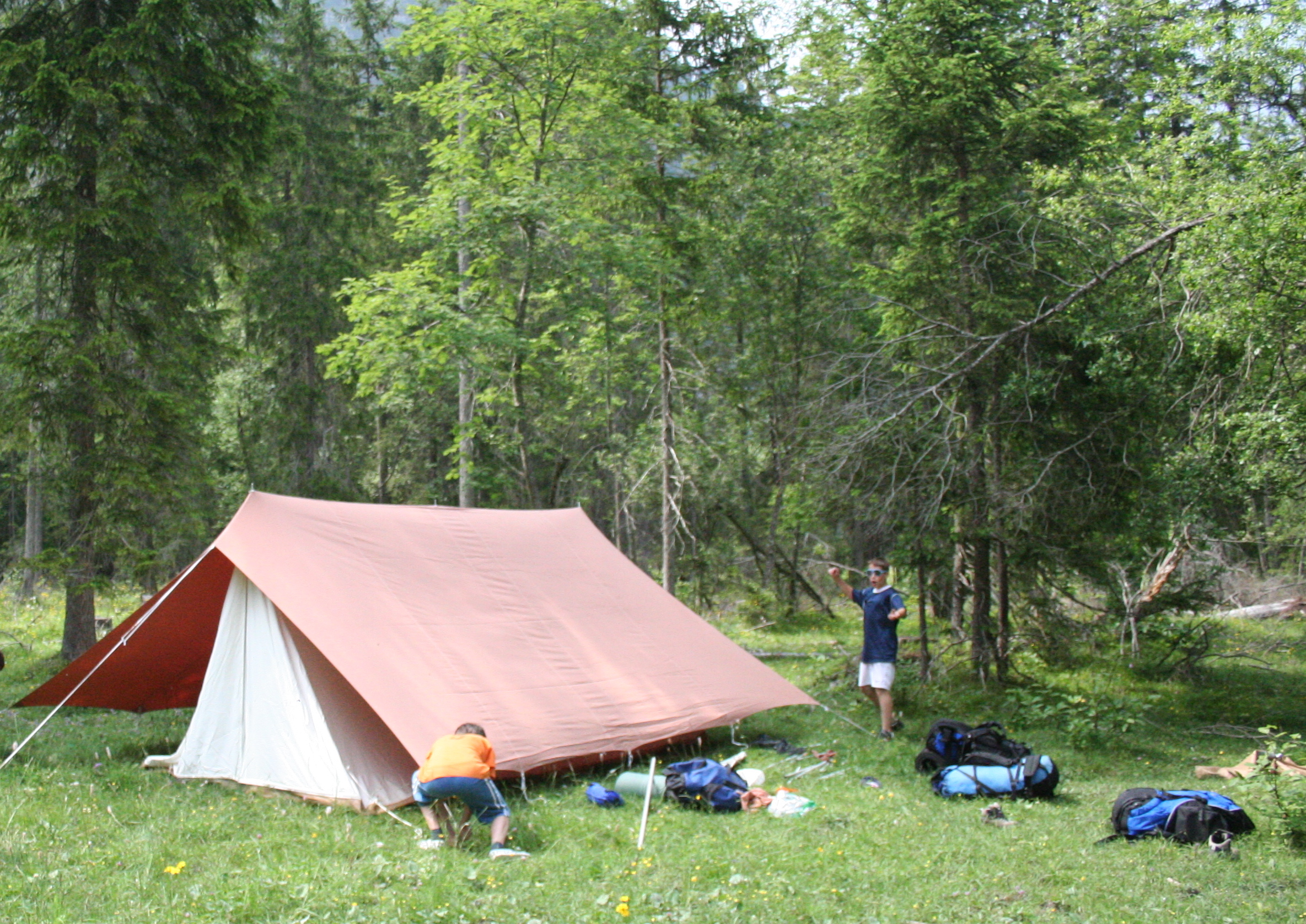
Ein Spatz-Zwölferzelt

Das Unternehmen Spatz wurde 1935 von dem Zeltpionier Hans Behrmann (1912–1999) in Zürich gegründet. Behrmann hatte bereits 1931 als Leiter der Zeltbaugruppe des Pfadizuges »Sparta« sein erstes Zelt genäht. Er und seine Kollegen nannten sich »Sparta-Zelt-Fabrik«, abgekürzt Spazefa, und die von ihnen hergestellten Zelte nannten sie schon damals Spatz. Mit den Lagerbeständen der Spazefa, die er für 200 Franken erwarb, gründete Behrmann seine eigene Zelt-Manufaktur. 1941 erfand er das Doppeldachzelt mit Innen- und Aussenzelt. Das Unternehmen entwickelte sich zum erfolgreichsten Hersteller von Gruppenzelten in der Schweiz.
In den achtziger Jahren begann Behrmann, Aktien an die Belegschaft auszugeben. Diese führte den Betrieb nach Behrmanns Tod im Jahr 1999 weiter. Neben Zelten umfasste die Produktion auch Sonnensegel. 2012 wurde das Unternehmen zum Verkauf ausgeschrieben und von Marc Jansen übernommen. 2014 wurde das Unternehmen umstrukturiert, Produktion und Firmensitz nach Wallisellen verlagert und dort ein Ladengeschäft eröffnet. Wegen ungenügenden Umsatzes am neuen Standort wurde über Spatz am 21. Januar 2016 der Konkurs eröffnet.

### Eigentümerwechsel ab 2016
Nach dem Konkurs ersteigerte die neu gegründete Spatz Zelte & Reparaturen AG die Spatz-Manufaktur aus der Konkursmasse und stellte damit die Weiterführung der Marke Spatz sicher. Beteiligt waren neben Privatpersonen die «Segelklinik» in Wädenswil und die «Transa Backpacking AG», eine Schweizer Anbieterin von Outdoor-Produkten, zu deren Eignern die deutsche Globetrotter Ausrüstung GmbH gehörte. Baumwollzelte und Zubehör wurden von ehemaligen Spatz-Mitarbeitern in Wädenswil hergestellt. Auch der Spatz-Reparaturservice blieb erhalten.
Später übernahm der Westschweizer Sportartikelhersteller Scott die Marke und liess die Zelte in Asien produzieren. Seit dem 1. März 2025 gehört die Marke der Effretiker Unternehmung Zelthangar, welche die Produktion aufgrund grosser Restbestände einstellte. Die Produktion der Zelte auf lange Frist sollte wieder in der Schweiz erfolgen oder mindestens in Europa.

## Spatz-Zelte
Spatz ist in der Schweiz vor allem wegen seiner grossen Gruppenzelte landesweit bekannt, die von Familien, Schulen und Jugendorganisationen wie Pfadfindern eingesetzt werden. Die traditionellen Dreieckszelte werden nach den handgezeichneten Originalplänen von Behrmann in Handarbeit und aus Schweizer Materialien gefertigt. Die Aluminiumstangen von Alu Menziken werden in der hauseigenen Werkstatt zu Zeltstangen geschliffen, die Baumwolle in Niederurnen von der Jenny Fabrics AG gewebt.
Spatz-Zelte zeichnen sich durch ein gutes Raumklima aus: Morgens tropft kein Kondenswasser vom Zeltdach, es wird nicht so heiss wie in Synthetik-Zelten und die Luft im Innern ist besser. Die Zelte gelten als Schweizer Wertarbeit wie Schweizer Uhren oder das Sackmesser.

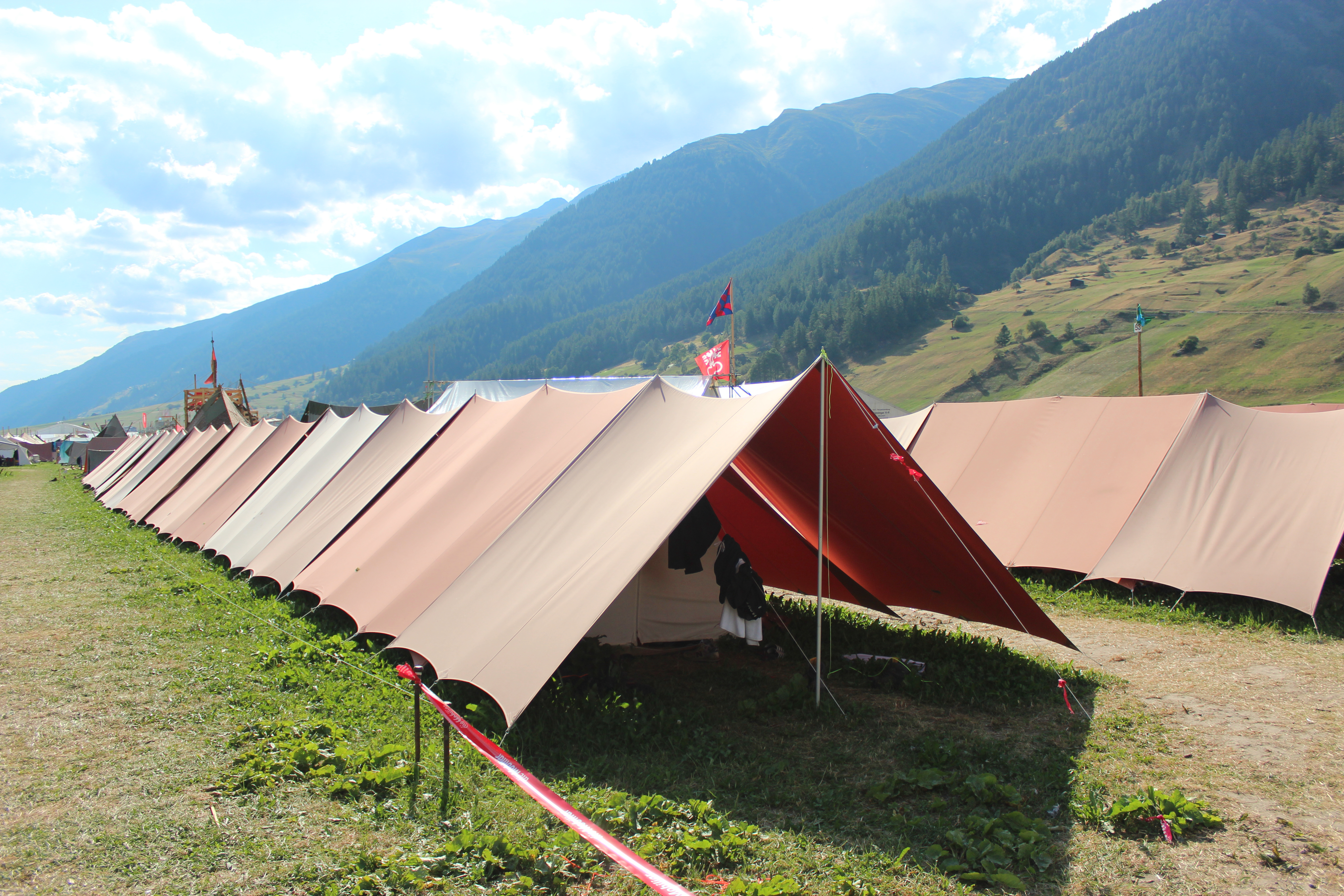
Spatz-Zelte im Bundeslager 2022
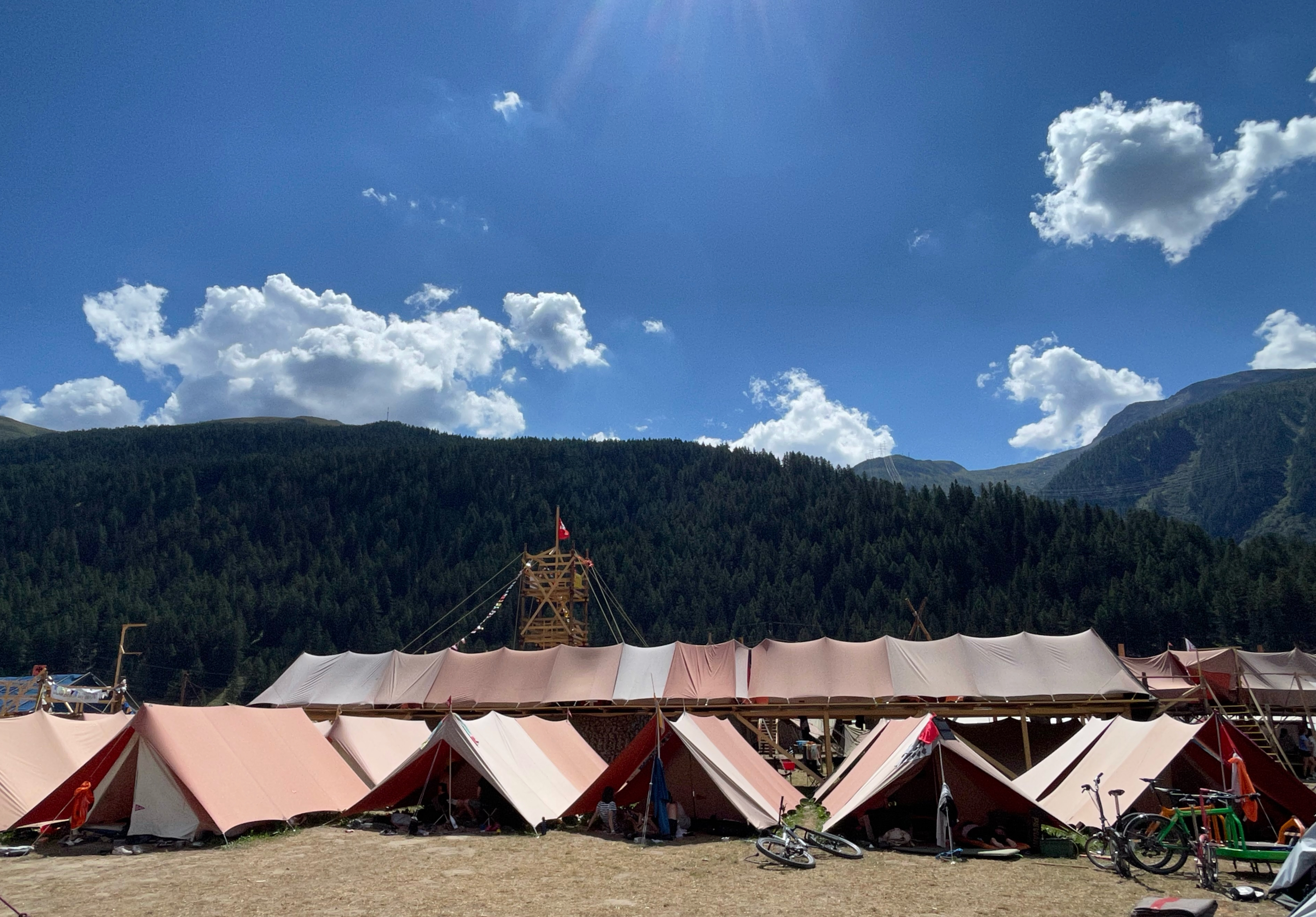
Konstruktion im Bundeslager
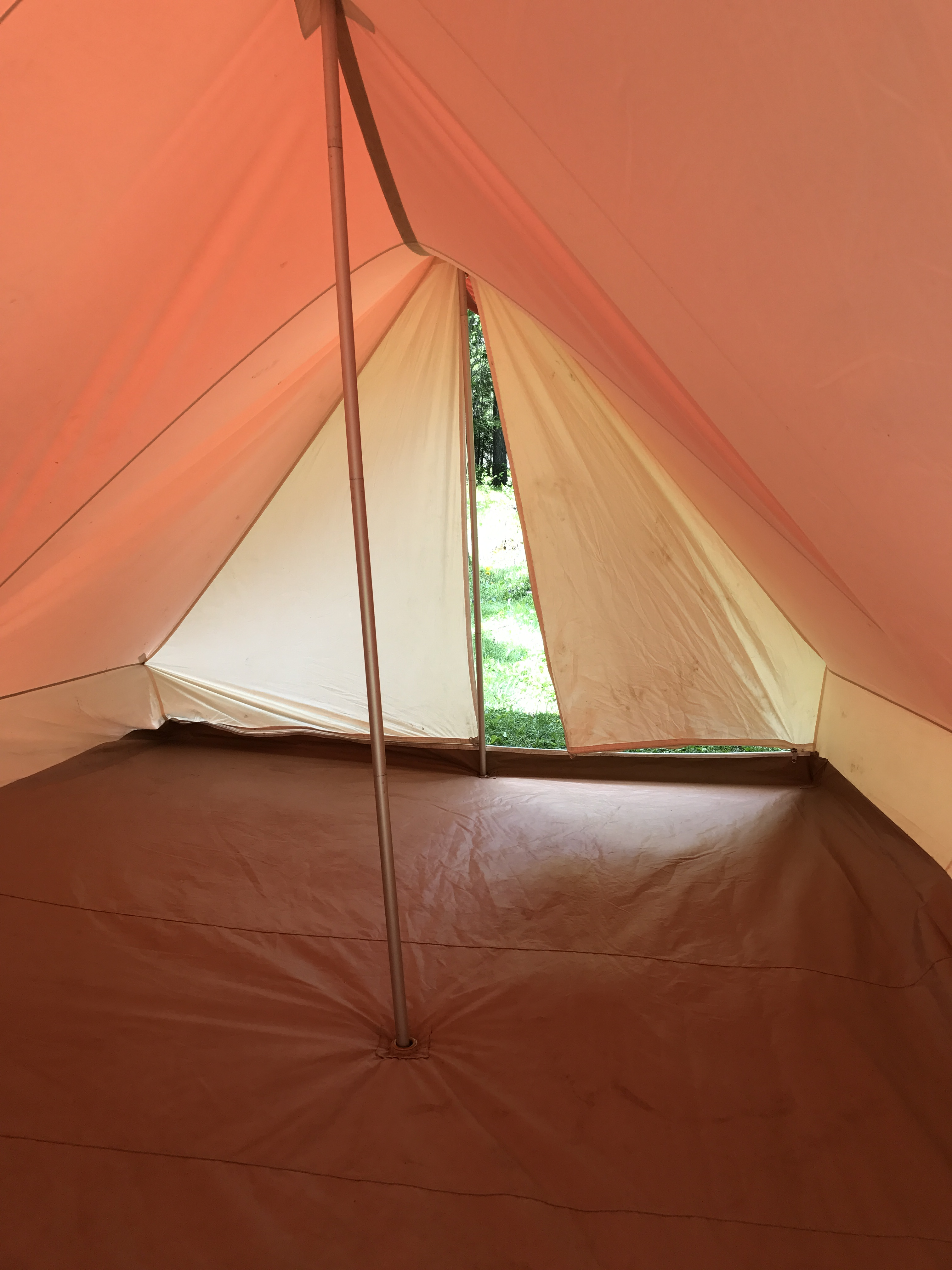
Inneres eines Achterzeltes